# Artemis Corona
Artemis Corona es una corona que se encuentra en el planeta Venus, concretamente en Aphrodite Terra a 35°S 135°E.
Llamada así por Artemisa, la diosa de la caza, es la corona más grande de Venus, con un diámetro de 2.600 kilómetros. Está encerrado en gran parte por el casi circular Artemis Chasma, un cinturón circular de características en forma de arco que se cree que es en gran parte de origen compresivo.
Fue descrito por primera vez en 1980.
Artemisa es una característica inusual en Venus, ya que se ha interpretado que es el sitio de la tectónica de placas que opera a escala regional. Hay fosas y arcos de compresión que se elevan sobre las llanuras circundantes. En su conjunto, Artemisa no está elevada como otras coronas. Las regiones dentro de Artemisa están, de hecho, a unos 4 km por debajo de las llanuras circundantes. Las diferencias entre el punto más alto y el más bajo dentro de Artemisa son del orden de 7,5 km.
La región central del rift de Artemisa ha sido interpretada como una zona de expansión (Britomartis Chasma) que ha sido compensada, con claros signos de fallas de rumbo que compensan la zona central del rift. Se interpreta que la subducción retrógrada ocurre en los cinturones de arco circular de Artemis Chasma.